# Maître de 1499
Le Maître de 1499, ou Maître brugeois de 1499, ou encore pseudo-Perréal est un peintre anonyme de l'école des Primitifs flamands actif au tournant des XVe siècle et XVIe siècle entre Bruges et Gand. Il doit son nom de convention à la date de 1499 inscrite sur l'aile d'une des œuvres qui lui est attribuée.

## Biographie
L'origine et la formation du Maître de 1499 ne sont pas connues. D'après Paul Eeckhout, il aurait pu naître vers 1440-1450.

## Son œuvre

### Le diptyque de 1499
Le nom de convention de « Maître de 1499 » provient d'un diptyque daté de 1499, réalisé pour le compte de Christiaan de Hondt, abbé de l'abbaye cistercienne Ter Duijnen. L'œuvre se trouve actuellement au Musée royal des beaux-arts d'Anvers. L'aile gauche est une copie très précise de la Vierge dans une église de Jan van Eyck, qui est conservée à la Gemäldegalerie (Berlin) (numéro d'inventaire 678). L'aile droite présente le donateur agenouillé, Christiaan de Hondt. Les faces extérieures des panneaux, peints environ vingt ans plus tard d'un Portrait du donateur Robert de Clercq et un Christ Salvator Mundi (numéros d'inventaire 530 et 531), sont d'une autre main, non identifiée.

### Le reste de son œuvre
Un certain nombre d'œuvres a également été attribué au Maître de 1499 sur la base de comparaisons et rapprochements stylistiques.
Un triptyque dont le panneau central représente le Couronnement de la Vierge est actuellement conservé à la Royal Collection du château de Hampton Court.
Un diptyque conservé à la Gemäldegalerie de Berlin représentant une Annonciation est généralement tenu comme une copie tardive d'une œuvre perdue d'Hugo van der Goes,.
À partir du diptyque de Berlin lui ont également été attribuées une Sainte Famille avec un ange conservée au Musée royal des beaux-arts d'Anvers, une Marie couronnée avec l'Enfant et quatre saintes du Virginia Museum of Fine Arts de Richmond (Virginie), ainsi qu'une Marie couronnée avec l'Enfant et un couple de donateurs du Musée du Louvre.

### LeChrist bénissant de profilet autres attributions récentes
Le Maître de 1499 pourrait être l'auteur d'un Christ bénissant de profil qui serait inspiré d'un tableau perdu de Jan van Eyck, et dont il existe plusieurs versions. Parmi celles-ci, un portrait conservé à la Gemäldegalerie de Berlin, et découpé dans tableau autrefois bien plus large, est probablement de la propre main du maître, alors que les autres exemplaires sont plutôt tenus pour être des copies de  suiveurs ou d'atelier.
Au nombre des attributions récentes à ce peintre, on compte en outre un diptyque autrefois attribué au Maître de la Légende de sainte Marie-Madeleine représentant une Vierge en trône avec l'Enfant et deux anges sur le panneau de gauche, et un Portrait de la donatrice Marguerite d'Autriche sur le panneau de droite, conservé au Musée des beaux-arts de Gand, ainsi, peut-être, qu'un Saint Christophe conservé au Musée de Brou à Bourg-en-Bresse.

### Tableau des œuvres attribuées et actuellement conservées
| Illustration | Titre                                                                  | Musée                                       | Ville et pays                  | Dimensions (cm)                                   | n° d'inventaire |
| ------------ | ---------------------------------------------------------------------- | ------------------------------------------- | ------------------------------ | ------------------------------------------------- | --------------- |
|              | Diptyque de Christiaan de Hondt                                        | Musée royal des beaux-arts d'Anvers         | Anvers, Belgique               | 31 × 15 cm pour chaque panneau                    | 255-256         |
|              | Sainte famille avec un ange                                            | Musée royal des beaux-arts d'Anvers         | Anvers, Belgique               | 36 × 43 cm                                        | 558             |
|              | Vierge de l'Annonciation                                               | collection privée                           | Anvers, Belgique               |                                                   |                 |
|              | Diptyque de l'Annonciation                                             | Gemäldegalerie                              | Berlin, Allemagne              | 15,9 × 9,5 cm                                     | 548             |
|              | Christ bénissant de profil (fragment) (?)                              | Gemäldegalerie                              | Berlin, Allemagne              | 18 × 13 cm                                        | 528A            |
|              | Diptyque de Marguerite d'Autriche (?)                                  | Musée des beaux-arts de Gand                | Gand, Belgique                 | 30,6 × 29,4 cm                                    | 1973-A          |
|              | Triptyque du couronnement de la Vierge                                 | Hampton Court                               | Londres, Royaume-Uni           | 102 × 65 cm (panneau central), 102 × 27,5 (ailes) | RCIN 404758     |
|              | Triptyque de la Vierge à l'Enfant (?, cercle)                          | vente Sotheby's du 12 décembre 1987, lot 38 | Londres, Royaume-Uni           | 22 × 30 cm                                        |                 |
|              | La Vierge à l'Enfant avec un couple de donateurs (?)                   | Musée du Louvre                             | Paris, France                  | 71 × 55 cm                                        | RF 2370         |
|              | Virgo inter virgines (La Vierge à l'Enfant entourée de quatre saintes) | Virginia Museum of Fine Arts                | Richmond (Virginie) États-Unis | 99 × 59 cm                                        | 57-39           |
|              | Saint Christophe (?)                                                   | Musée de Brou                               | Bourg-en-Bresse, France        | 49 × 34 cm                                        | 1997.3.1        |

(?) : attribution contestée.

## Place dans l'histoire de l'art

### Style et influences
D'un point de vue stylistique, le Maître de 1499 se situe dans la lignée du peintre Hugo van der Goes. Friedrich Winkler et Max Jakob Friedländer ont cru reconnaître des échos stylistiques de l'œuvre de Jean Perréal, tout particulièrement pour le groupe réuni à partir du diptyque de Berlin, ce qui explique pourquoi ils ont utilisé le nom de « pseudo-Perréal », actuellement tombé en désuétude.

### Un témoin de ladevotio moderna
Bien que le Maître de 1499 ne soit pas à la tête d'une œuvre majeure et originale, l'étude de ses tableaux et de son style témoigne de l'évolution des peintres de son temps, à une époque où les tableaux de petits formats et les petits retables en deux parties comme le diptyque de 1499 se développent dans les Flandres pour les dévotions privées, dans le cadre d'une devotio moderna (ou « dévotion moderne »), nouvelle forme alors populaire de religiosité.

### Sources

#### Traductions
- (de) Cet article est partiellement ou en totalité issu de l’article de Wikipédia en allemand intitulé « Brügger Meister von 1499 » (voir la liste des auteurs).